# Il Cannone

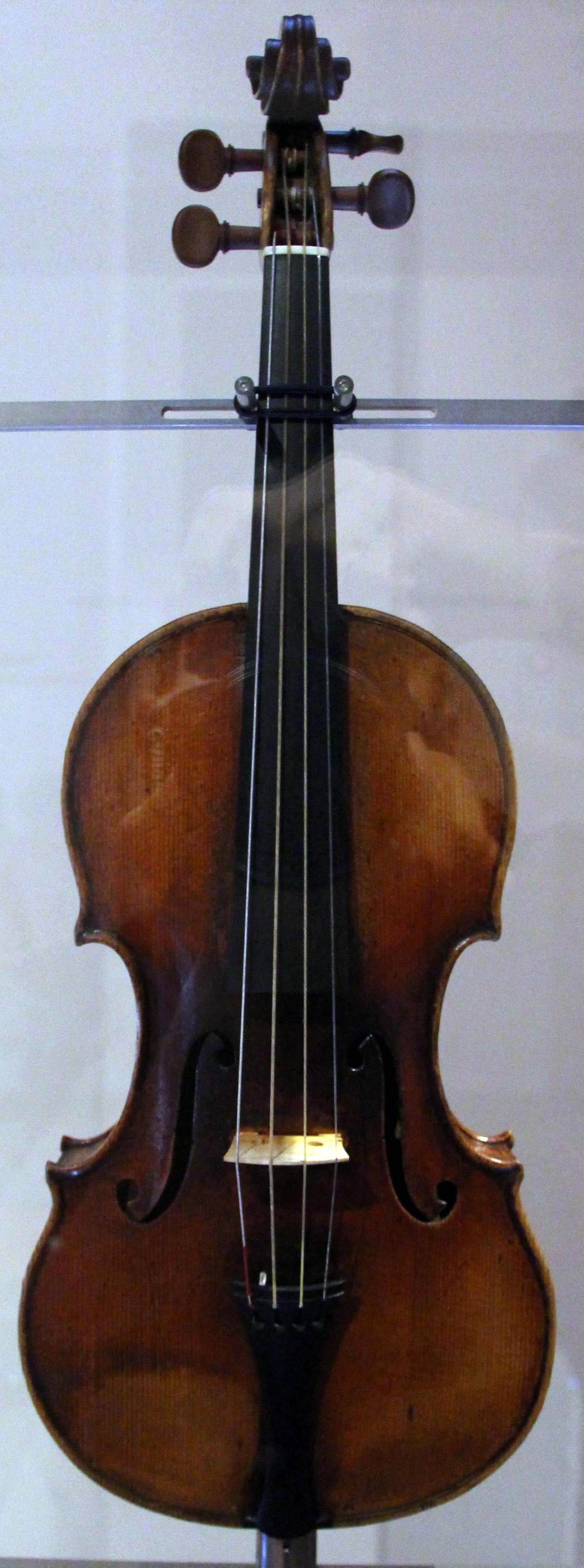
Il Cannone, expuesto en los Museos de Strada Nuova (Génova)

Il Cannone es un famoso violín construido en el año 1743 en Cremona, Italia, por el luthier Giuseppe Guarneri del Gesù (1698-1744). El apelativo Il Cannone (el cañón en italiano) procede de uno de sus propietarios, el célebre violinista y compositor Niccolò Paganini (1782–1840), que lo consiguió en 1802 y quien lo llamaba de esta forma por su potencia sonora y resonancia.
Paganini perdió un valioso violín Amati como resultado de su afición a los juegos de azar. Un violinista aficionado y hombre de negocios le dio como regalo un descuidado violín Guarneri. Paganini tocaría este instrumento por el resto de su vida, llamándolo "mi cañón de violín", en referencia al sonido explosivo que emitía.
Paganini poseía muchos violines, pero Il Cannone era el que más apreciaba y solía emplearlo frecuentemente en sus conciertos, y al morir lo legó a la ciudad de Génova. Actualmente se expone en el Palacio Tursi, perteneciente a los Museos de Strada Nuova, situado en la Via Garibaldi, en el centro histórico de Génova.
El instrumento se encuentra restaurado y en perfectas condiciones para ser utilizado, y periódicamente lo emplean algunos virtuosos, como Salvatore Accardo.
En una ocasión, cuando Il Cannone tuvo que ser reparado, Paganini lo envió al taller de Jean Baptiste Vuillaume (1798-1875), en París, el mejor luthier de la época. Vuillaume además de reparar el Guarnerius, hizo una réplica exacta. La copia fue tan precisa en cada detalle de su construcción y apariencia que se dice que ni siquiera su dueño podía distinguir uno del otro; finalmente Paganini notó diferencias sutiles en el tono que le permitían distinguirlo del original. Paganini regaló la copia a su estudiante, el virtuoso Camillo Sivori (1815-1894).